# Private Wings
 (juin 2022).
La mise en forme du texte ne suit pas les recommandations de Wikipédia : il faut le « wikifier ».
Les points d'amélioration suivants sont les cas les plus fréquents. Le détail des points à revoir est peut-être précisé sur la page de discussion.
- Les titres sont pré-formatés par le logiciel. Ils ne sont ni en capitales, ni en gras.
- Le texte ne doit pas être écrit en capitales (les noms de famille non plus), ni en gras, ni en italique, ni en « petit »…
- Le gras n'est utilisé que pour surligner le titre de l'article dans l'introduction, une seule fois.
- L'italique est rarement utilisé : mots en langue étrangère, titres d'œuvres, noms de bateaux, etc.
- Les citations ne sont pas en italique mais en corps de texte normal. Elles sont entourées par des guillemets français : « et ».
- Les listes à puces sont à éviter, des paragraphes rédigés étant largement préférés. Les tableaux sont à réserver à la présentation de données structurées (résultats, etc.).
- Les appels de note de bas de page (petits chiffres en exposant, introduits par l'outil «  Source ») sont à placer entre la fin de phrase et le point final[comme ça].
- Les liens internes (vers d'autres articles de Wikipédia) sont à choisir avec parcimonie. Créez des liens vers des articles approfondissant le sujet. Les termes génériques sans rapport avec le sujet sont à éviter, ainsi que les répétitions de liens vers un même terme.
- Les liens externes sont à placer uniquement dans une section « Liens externes », à la fin de l'article. Ces liens sont à choisir avec parcimonie suivant les règles définies. Si un lien sert de source à l'article, son insertion dans le texte est à faire par les notes de bas de page.
- La présentation des références doit suivre les conventions bibliographiques. Il est recommandé d'utiliser les modèles {{Ouvrage}}, {{Chapitre}}, {{Article}}, {{Lien web}} et/ou {{Bibliographie}}. Le mode d'édition visuel peut mettre en forme automatiquement les références.
- Insérer une infobox (cadre d'informations à droite) n'est pas obligatoire pour parachever la mise en page.

Pour une aide détaillée, merci de consulter Aide:Wikification.
Si vous pensez que ces points ont été résolus, vous pouvez retirer ce bandeau et améliorer la mise en forme d'un autre article.
Private Wings Flugcharter GmbH est une compagnie aérienne charter allemande qui a été fondée en 1991 et exploite des services charter pour entreprise, fret et ambulance aérienne à partir de l'aéroport de Berlin Brandebourg. Son siège social est situé dans le terminal d'aviation générale (Allgemeine Luftfahrt) sur la propriété de l'aéroport de Berlin Brandebourg à Schönefeld, Brandebourg,,

## Flotte

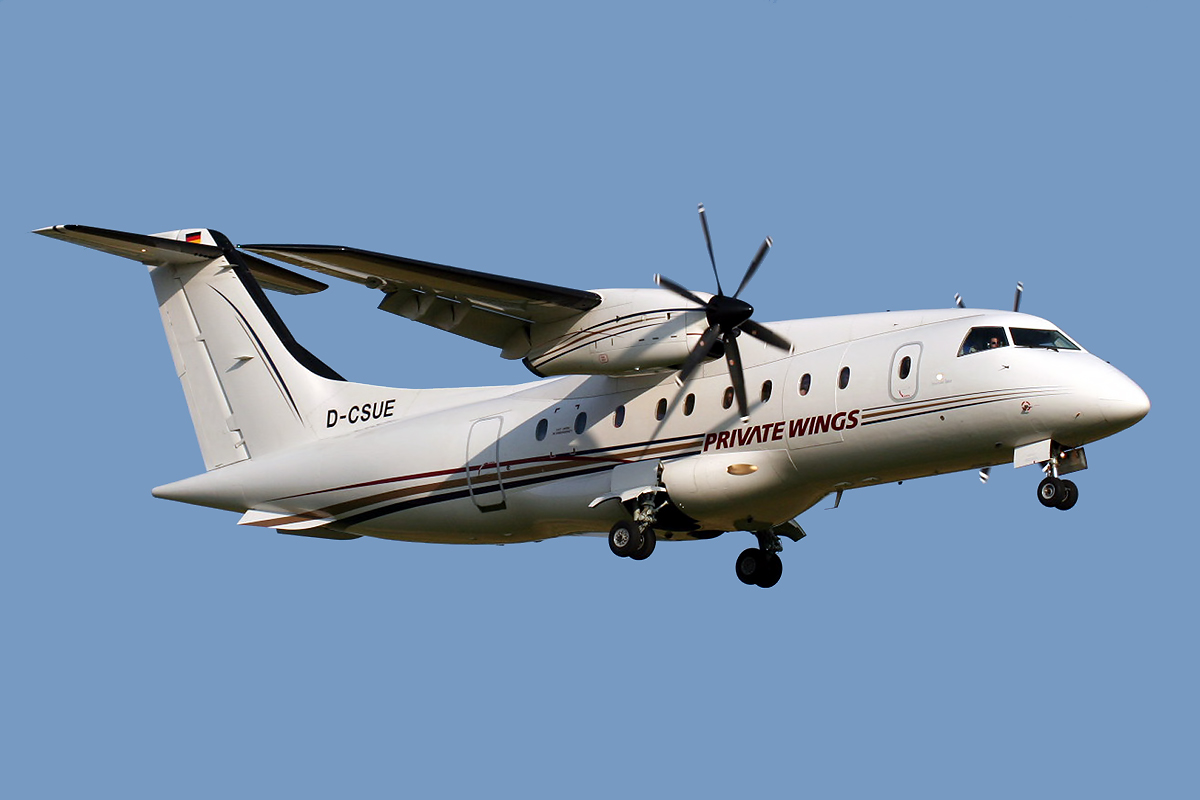
Dornier 328-100 de la compagnie

En mai 2022, la flotte de Private Wings se compose des appareils suivants :

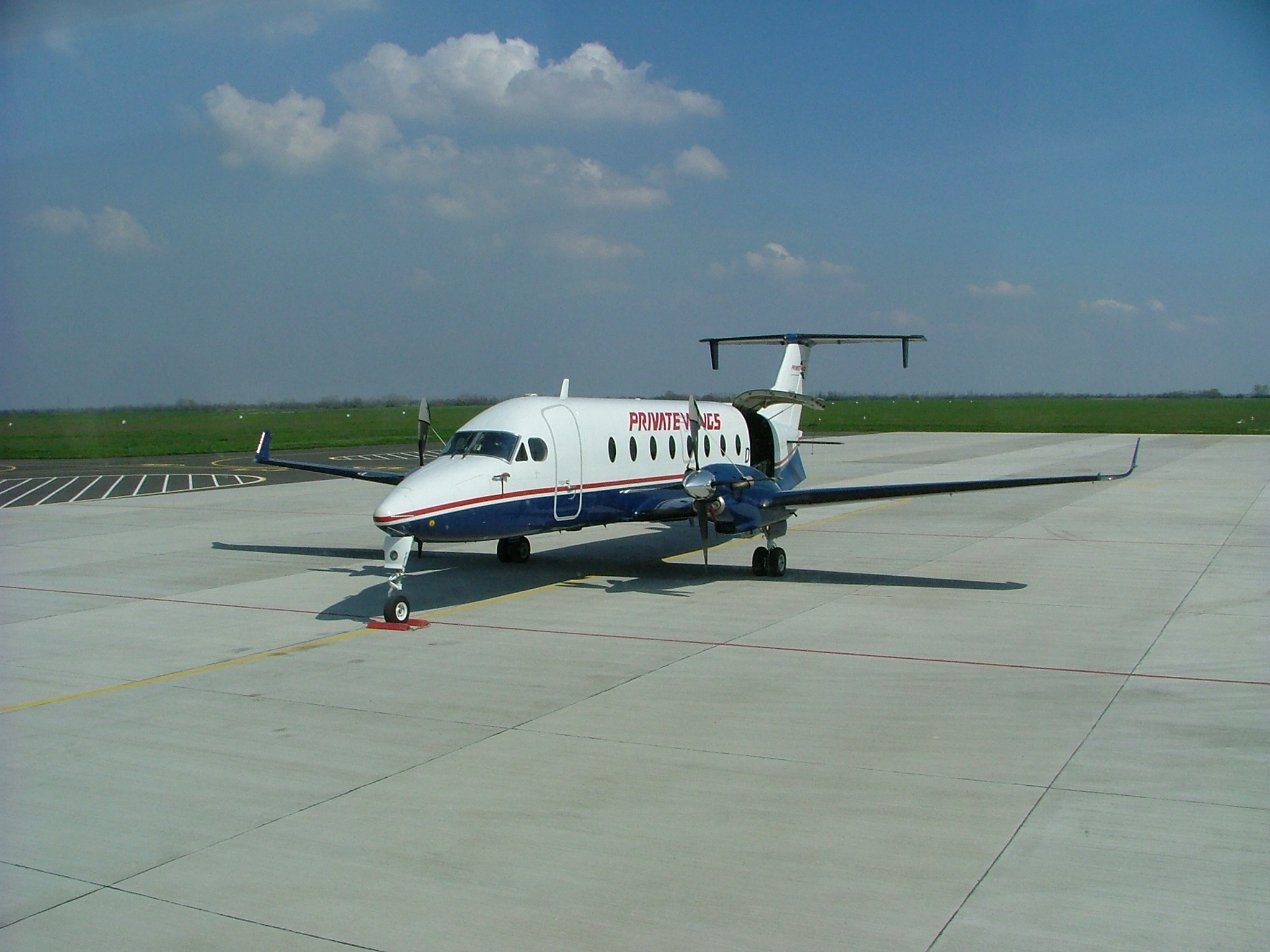
Private Wings Beechcraft 1900D

## Accidents et incidents
- Le 19 février 1996 à 09h54 heure locale, un Cessna Citation II de Private Wings ( immatriculé D-CASH) s'est écrasé près de Freilassing, en Allemagne, tuant les deux pilotes et les huit passagers à bord. L'avion effectuait un vol d'affaires de l'aéroport de Berlin Tempelhof à l'aéroport de Salzbourg et les pilotes avaient déjà commencé l'approche finale, lorsque des conditions de givrage sévères ont été rencontrées, entraînant un décrochage et un crash ultérieur de l'avion dans une forêt 3 nmi (5,556 km) avant la piste. L'enquête sur l'accident a conclu qu'il y avait également un court-circuit dans les systèmes électriques de l'avion, ce qui aurait pu contribuer à l'accident[8].